# Brezovica pri Predgradu
Brezovica pri Predgradu je naselje v občini Kočevje v Poljanski dolini blizu cestrnega prelaza Videm.